# Královský uherský řád sv. Štěpána
Královský uherský řád sv. Štěpána (německy Königlich Ungarischer Orden des Heiligen Stephan, maďarsky Magyar királyi Szent István lovagrend) byl nejvyšším uherským řádem a vyznamenáním udělovaným za civilní zásluhy.

## Historie
Řád na popud uherského šlechtice a svého důvěrníka Františka Esterházyho z Galanty založila 6. května 1764 královna Marie Terezie při příležitosti korunovace Josefa II. římským králem a řád byl dán pod patronát uherského krále sv. Štěpána. Vyznamenání bylo zamýšleno jako civilní obdoba vojenského řádu Marie Terezie, přičemž bylo udělováno zejména uherským šlechticům. Řád zanikl roku 1918 s pádem Rakousko-Uherska, ale v letech 1938–1944 jej obnovil Miklós Horthy jako maďarský regent, který jej udělil šesti osobám.
Celkem mohlo být členů řádu pouze 100 (cizozemci se nepočítali) a členem řádu mohl být pouze šlechtic (z rodiny šlechtické nejméně po 4 generace). Do roku 1884 pro nižšího šlechtice zakládalo přijetí do řádu právo na povýšení na svobodného pána a svobodný pán mohl být povýšen na hraběte. Z Čechů byl nositelem řádu například Jan Karel Chotek z Chotkova (1704–1787, nejvyšší český kancléř), Václav Antonín z Kounic-Rietbergu a Karel Filip Schwarzenberg či Alois Ugarte starší.

## Popis odznaku
Řádový kříž je zeleně emailovaný leopoldovský kříž, který má v okrouhlém středu uherský dvojitý kříž s iniciálami M T a heslem "PRAEMIUM PUBLICUM MERITORUM" (Za veřejné zásluhy), na reversu je nápis STO.ST.RI.AP. (Sancto Stephano Regi Apostolico, "Svatému Štěpánu, apoštolskému králi"). Kříž je převýšen královskou uherskou korunou. Řádová stuha je purpurová s tmavozelenými okraji.

## Třídy a způsoby nošení

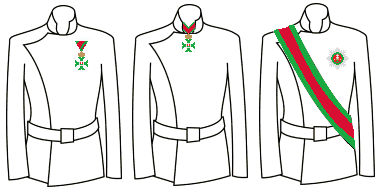
Způsoby nošení řádu na uniformě od nejnižší po nejvyšší třídu (zleva)

Velmistrem řádu byl uherský král, přičemž řád měl tři třídy:
- Velkokříž - mohlo jich být nejvýše 20 a měli zároveň titul skutečného tajného rady a právo být oslovováni panovníkem můj bratranče. Velkokřížníci nosili o řádových slavnostech řádovou zeleno-červenou uniformu obšitou hermelínem. Dále nosili zlatý řetěz s odznakem řádu a při méně slavnostních příležitostech nosili pouze řádovou hvězdu na levé straně hrudi spolu s řádovým křížem na velkostuze.
- Komandér - mohlo jich být nejvýše 30 a měli zároveň titul tajného rady. Nosili odznak řádu na stuze kolem krku.
- Rytíř- mohlo jich být nejvýše 50 a nosili řádový kříž na levé straně hrudi.

## Významní nositelé
Mezi nositele řádu byli například kníže Alfred Windischgrätz, ruský generál Ivan Paskievič, maršál Josef Václav Radecký z Radče, kancléř Otto von Bismarck, pražský arcibiskup Lev Skrbenský z Hříště, ministr zahraničí Otakar Černín z Chudenic, osmanští sultánové Abdul Medžid a Mehmed V. atp.

## Galerie

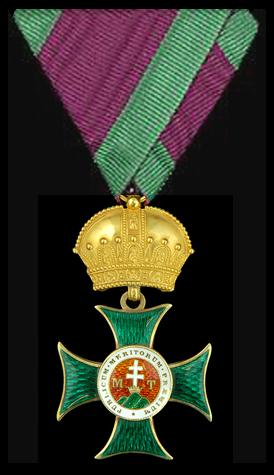
Odznak řádu (III. třída, rytíř)
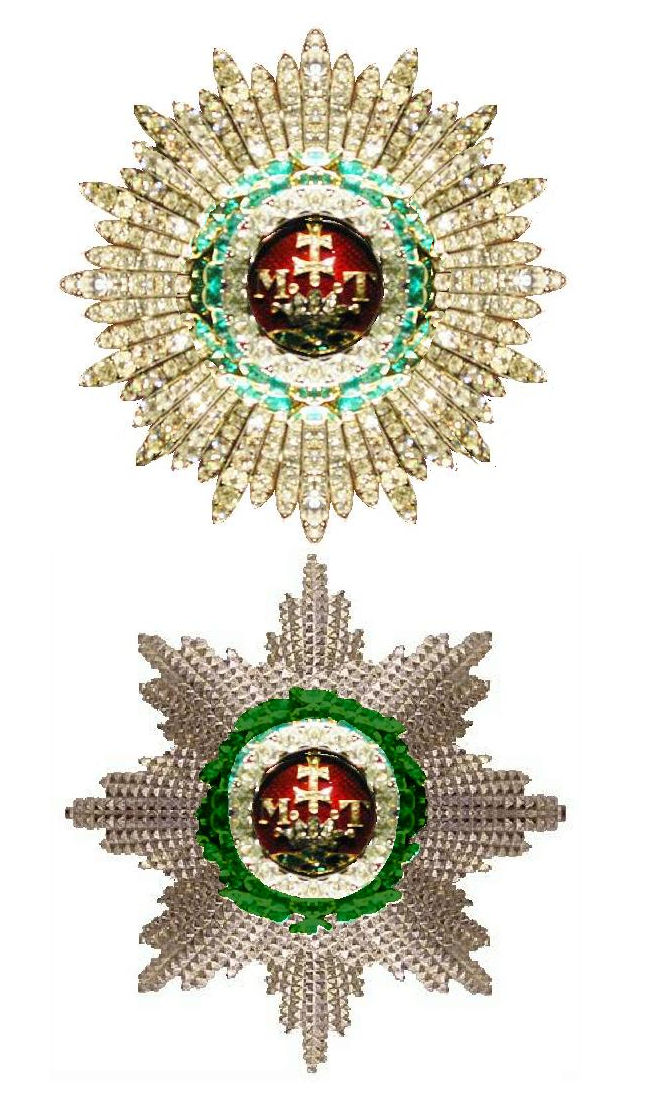
Dvě hvězdy k velkokříži řádu
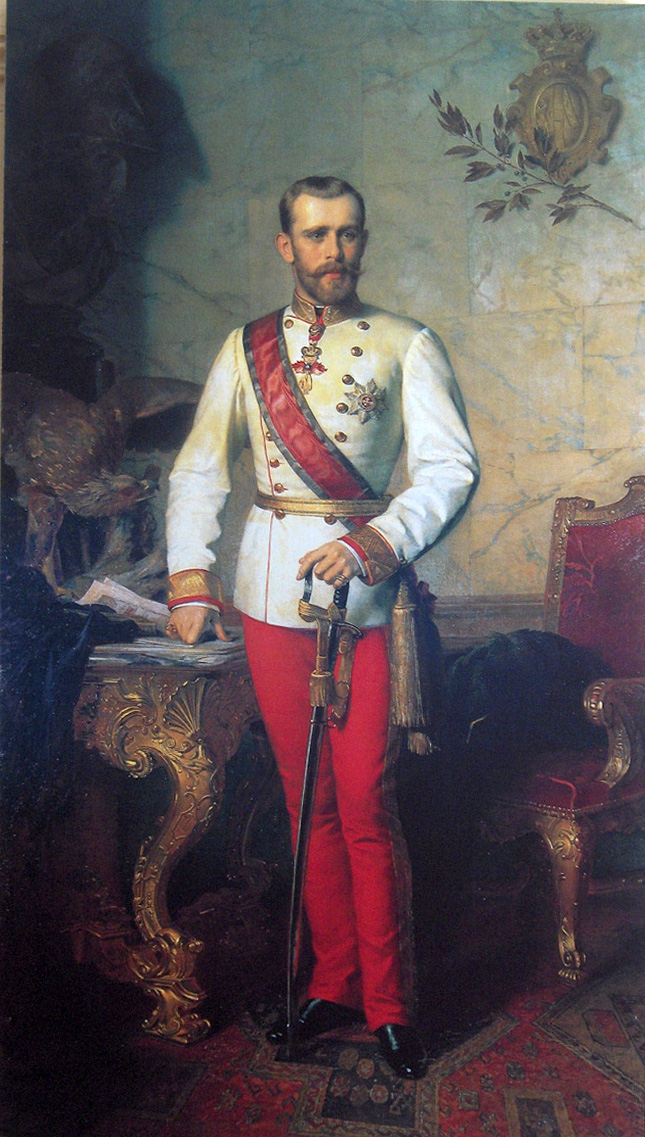
Korunní princ Rudolf s velkostuhou a hvězdou velkokříže řádu
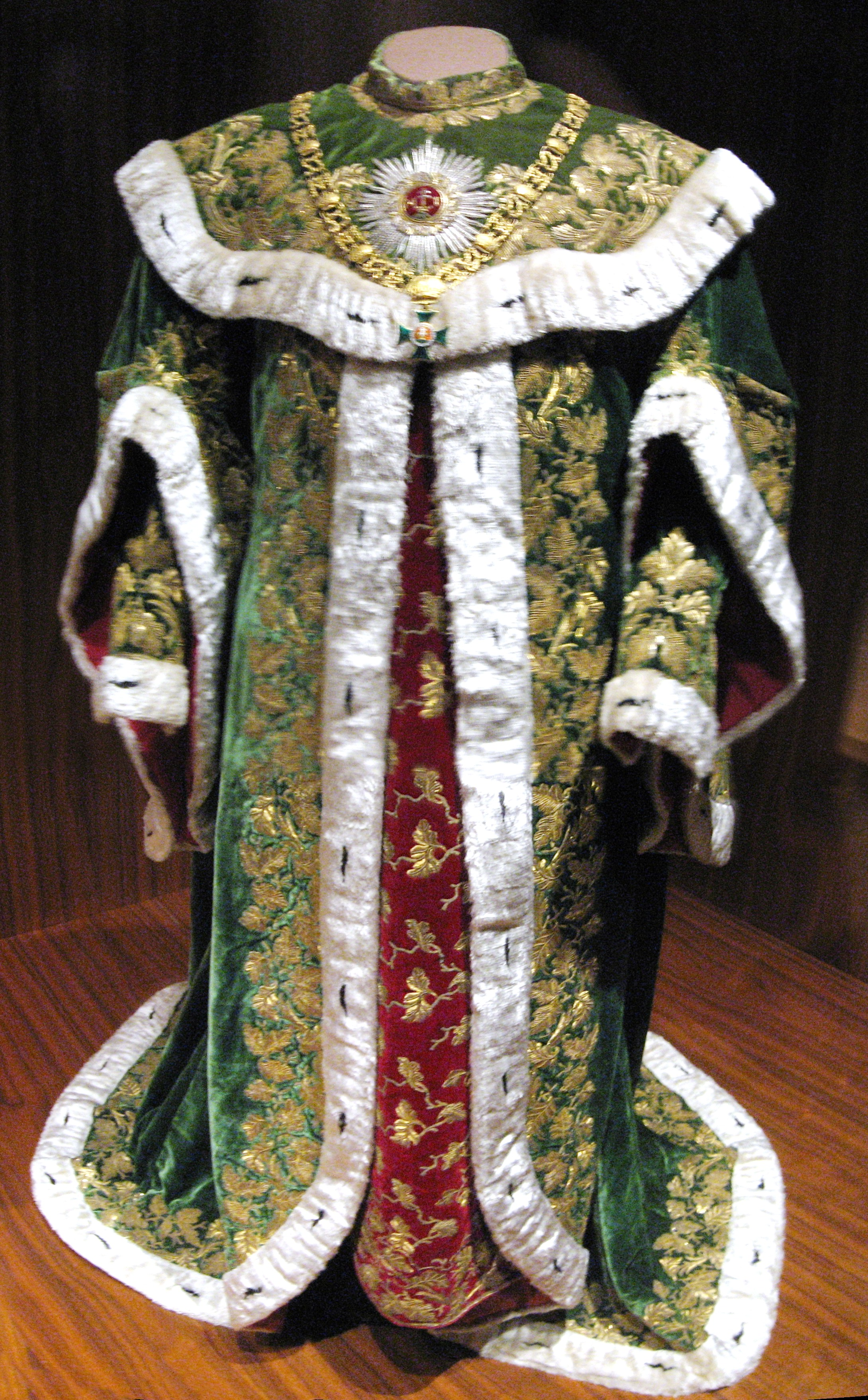
Řádový ornát z roku 1820